# Билык, Василий Данилович
Василий Данилович Билык — советский хозяйственный, государственный и политический деятель.

## Биография
Родился в году в . Член КПСС с года.
В 1940—1941 гг. В. Д. Билык учился в Киевском медицинском институте . Во время Великой Отечественной войны в звании лейтенанта занимался подготовкой офицерских кадров для фронта. В мае 1946 г. после увольнения в запас продолжил обучение уже в Винницком медицинском институте, который окончил в 1950 г.
В 1950—1951 гг. учился в клинической ординатуре на кафедре нервных заболеваний. Работал в неврологической клинике на базе Винницкой областной психоневрологической больницы им. акад. А. И. Ющенко. В 1951—1966 гг. — ассистент кафедры нервных болезней. Защитил кандидатскую диссертацию по теме «Материалы к патофизиологии и лечению малой хореи».
В 1971 г. Василий Данилович был назначен на должность проректора по учебной работе. В 1973 году защитил докторскую диссертацию по теме «Вопросы клиники, патофизиологии и лечения экстрапирамидных гиперкинезов» и в том же году в январе ему была присвоена ученая степень доктора медицинских наук, а в октябре — звание профессора.
В 1974—1988 гг. В. Д. Билык возглавлял Винницкий государственный медицинский институт им. М. И. Пирогова . Под его руководством: институт получил статус 1-й категории; была открыта научная лаборатория по изучению лечебных качеств радоновых вод курорта в г. Хмельник Винницкой области; создано два новых факультета: усовершенствование врачей и его филиала на базе лечебно-профилактических учреждений в г. Хмельницкий и подготовительный факультет для обучения иностранных граждан; было построено 3 студенческих общежития, студенческая столовая на 250 мест и аудиторный корпус на территории областной больницы.
С 1977 г. В. Д. Билык некоторое время объединял обязанности ректора с обязанностями заведующего кафедрой нервных болезней. С 1988 по 2005 год полностью посвятил себя работе на кафедре, в клинике нервных болезней.
Василий Данилович возглавлял Винницкое областное научное общество неврологов, психиатров и наркологов. Он был Почётным членом научно-практического общества неврологов, психиатров и наркологов Украины; членом редакционной коллегии журналов «Врачебное дело» и «Вестник Винницкого государственного медицинского университета». В 1992 году избран академиком Международной академии интегративной антропологии. Неоднократно избирался депутатом Винницкого городского и областного советов.
Делегат XXVI съезда КПСС.
Ему присвоено звание «Заслуженный работник высшей школы УССР» (1979) и «Отличник здравоохранения» (1971), награждён орденами Трудового Красного Знамени (1976), Дружбы Народов (1981) и многими медалями, многочисленными грамотами и благодарностями.
В 1983 году В. Д. Билык удостоен звания лауреата Государственной премии УССР в области науки и техники за «Создание Музея медицины УССР, восстановление Музея-усадьбы М. И. Пирогова, использование их для широкой пропаганды достижений отечественной медицинской науки и практики здравоохранения».
За значительный вклад в развитие медицинской науки и здравоохранения в городе, подготовку высококвалифицированных медицинских кадров, активное участие в общественной жизни в 1998 г. Василий Данилович был удостоен звания «Почетный гражданин г. Винницы».
Умер в Виннице в 2006 году.